# ヨルマ・ヴァルカマ
ヨルマ・ヴァルカマ（Jorma Rainer Valkama、1928年10月4日 - 1962年12月11日）は、フィンランドの男子陸上競技選手である。 彼は、1956年に開催されたメルボルンオリンピックの男子走幅跳で銅メダルを獲得した。

## 経歴
1928年に当時フィンランド領だったヴィープリ（現在のヴィボルグ）で生まれた。彼は1952年ヘルシンキオリンピックから1960年ローマオリンピックまでの3回連続で、オリンピック陸上競技のフィンランド代表として走高跳種目に出場している。
ヘルシンキオリンピックでは、6メートル97センチの記録で予選通過は果たせなかった。続くメルボルンオリンピックでは、7メートル48センチを跳び、アメリカ代表のグレッグ・ベル、ジョン・ベネットの2選手に続いて3位に入り、銅メダルを獲得した。ローマオリンピックでは、決勝に進出したものの5位入賞にとどまっている。
ヴァルカマはローマオリンピックの後もヨーロッパ陸上競技選手権大会に出場するなど選手生活を続けていたが、1962年12月に交通事故に遭って急逝した。

## オリンピックでの成績
| 年   | 大会                   | 場所                         | 種目   | 結果             | 記録  |
| ---- | ---------------------- | ---------------------------- | ------ | ---------------- | ----- |
| 1952 | ヘルシンキオリンピック | ヘルシンキ（フィンランド）   | 走幅跳 | 17位（予選敗退） | 6.97m |
| 1956 | メルボルンオリンピック | メルボルン（オーストラリア） | 走幅跳 | 3位              | 7.48m |
| 1960 | ローマオリンピック     | ローマ（イタリア）           | 走幅跳 | 5位              | 7.69m |